# IKCO Tara
O IKCO Tara (em persa: تارا, nome do código: K132) é um sedã de segmento C produzido pela montadora iraniana Iran Khodro desde 2020. Este carro é um derivado do Peugeot 301 e é baseado na plataforma IKP1 da Iran Khodro, que é uma versão modificada da plataforma PSA PF1. Como resultado, a plataforma é compartilhada com o Peugeot 208, Peugeot 2008 e Citroën C-Elysée.

## História
Em 2016, após o anúncio do JCPOA, a Iran Khodro e a Peugeot Citroën pretendiam produzir em conjunto o Peugeot 301, Peugeot 208 e Peugeot 2008 como a joint venture IKAP (Iran Khodro Automobile Peugeot). Após o retorno das sanções pelos Estados Unidos em 2018, a Peugeot deixou o Irã e a IKAP foi suspensa. Como resultado, a Iran Khodro modificou o Peugeot 301 para produzi-lo localmente e o resultado foi o Tara, que foi revelado pela primeira vez em 19 de fevereiro de 2020, à margem da reunião do gabinete por Hassan Rohani. O K132 foi oficialmente revelado pela Iran Khodro Company em uma instalação da SAPCO. O carro foi pré-vendido pela primeira vez em 8 de julho de 2020.

## Design
Partes da estrutura lateral, cabine e estrutura do teto do carro são comuns com o Peugeot 301 e Citroën C3-XR, e a maioria das mudanças foram feitas no design da parte dianteira e traseira do carro. De acordo com a Iran Khodro, este carro é "92% internalizado".

## Características técnicas
O carro está sendo produzido com duas opções de caixa de câmbio (manual e automática). O carro usa o motor TU5P, que é uma versão melhorada do motor PSA TU5 modificado pela IKCO que agora tem um sistema CVVT (também chamado de comando de válvulas variável). O motor é um 1600 cc, 4 cilindros, 16 válvulas de injeção indireta, O trem de força produz 115 cv e 144 Nm. Ele tem um eixo de comando de válvulas duplo no cabeçote. O comprimento do carro é 4519 mm, A largura do carro é 1953 mm (1748 mm sem espelhos laterais) e a altura é 1466 mm. O peso do veículo vazio com tanque cheio e transmissão manual é 1170 kg (1268 kg com transmissão automática); Ele tem um tanque de combustível de 50 litros, atende ao padrão de emissão Euro5 e é equipado com um sistema de direção elétrica. A velocidade máxima que ele pode atingir é de 190 km/h e a aceleração do carro de 0 a 100 km/h nos modelos manual e automático é de 12,5 e 13 segundos, respectivamente.

## V3 e V4
Em 2023, Iran Khodro decidiu lançar uma versão mais luxuosa do Tara manual e automático, chamada V3 e V4, devido às reclamações das pessoas sobre o carro não ser luxuoso o suficiente. O V3 ganhou um novo manual de 6 velocidades, o mesmo encontrado no IKCO Dena Manual 6SPD, bem como um teto solar acionado eletronicamente, um novo design de lanterna traseira, uma antena Shark Design, um sistema de partida sem chave, um apoio de braço para os bancos da segunda fileira e espelhos dobráveis automaticamente.
O V4 ganhou um novo design de teto solar, um suporte para óculos de sol, bancos com aquecimento, um botão SOS/serviços de emergência, uma antena Shark Design e um apoio de braço para os bancos da segunda fileira.
Mas depois de algum tempo, as pessoas relataram alguns problemas na versão V4. Depois disso, a IKCO criou uma nova versão do carro chamada V4 LX, que é uma versão ligeiramente melhorada do V4 com algumas pequenas alterações que incluem: sensor de chute no porta-malas, projetor de boas-vindas na porta e um interior de mais alta qualidade. Depois disso, a IKCO parou de vender o V4 normal e passou a vender apenas os modelos V1, V1+ e V4 LX.

## Galeria

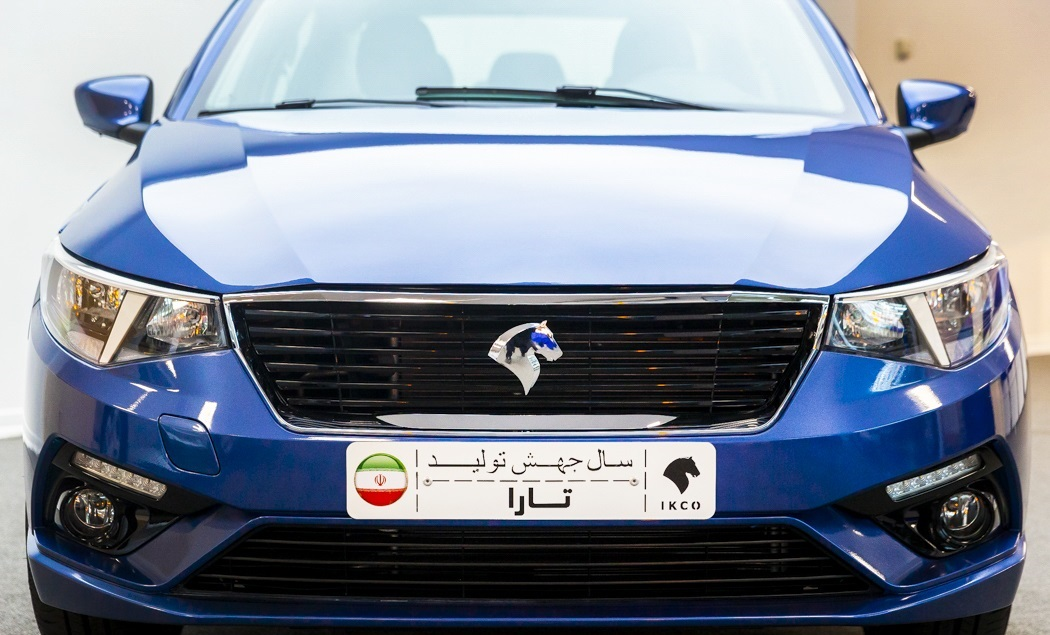
Vista dianteira
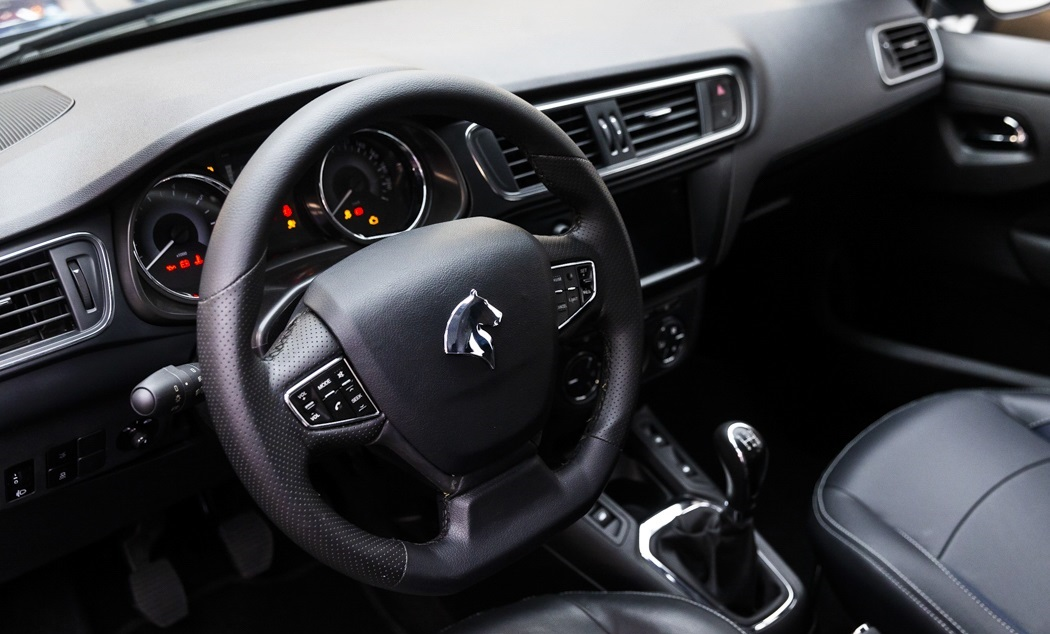
Interior
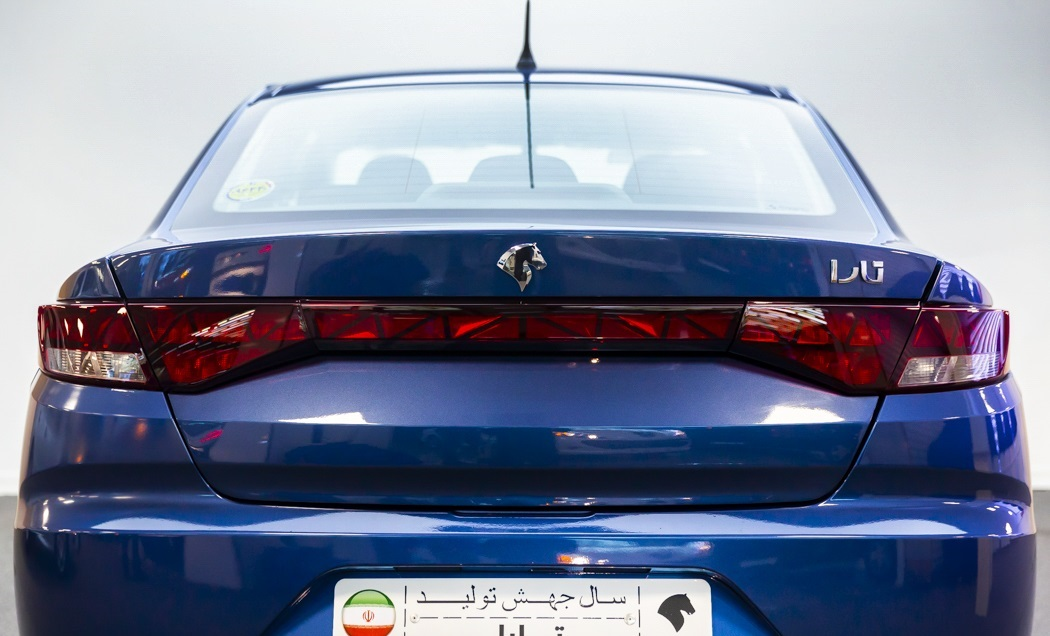
Vista traseira